# Мережевий рівень

## Функції Мережного рівня
- Мережний рівень моделі OSI може бути як з установкою з'єднання, так і без нього. В стеці протоколів TCP/IP підтримує тільки протокол IP, який є протоколом без встановлення з'єднання; протоколи з установкою з'єднання знаходяться на наступних рівнях цієї моделі.
- Кожен хост в мережі повинен мати унікальну адресу, яка визначає, де він знаходиться. Ця адреса зазвичай призначається з ієрархічної системи. В Інтернеті адреси відомі як адреси протоколу IP.
- Просування даних.

Через те, що багато мереж розділені на підмережі і з'єднуються з іншими розгалуженими мережами, мережі використовують спеціальні хости, які називаються шлюзами або роутерами (маршрутизаторами) для доставляння пакетів між мережами. Це також використовується в інтересах мобільних додатків, коли користувач рухається від однієї програми до іншої, в цьому випадку пакети (повідомлення) повинні слідувати за ним. У протоколі IPv4 така ідея описана, але практично не застосовується. IPv6 містить більш раціональне рішення.

## Протоколи
- IPv4/IPv6, Internet Protocol
- DVMRP, Distance Vector Multicast Routing Protocol
- ICMP, Internet Control Message Protocol
- IGMP, Internet Group Multicast Protocol
- PIM-SM, Protocol Independent Multicast Sparse Mode
- PIM-DM, Protocol Independent Multicast Dense Mode
- IPsec, Internet Protocol Security
- IPX, Internetwork Packet Exchange
- RIP, Routing Information Protocol
- DDP, Datagram Delivery Protocol
- RSMLT Routed-SMLT
- ARP, Address Resolution Protocol
- Shortest Path Bridging

## Відношення до моделі TCP/IP
Модель TCP/IP описує набір протоколів Інтернету (RFC 1122). У цю модель входить рівень, який називається міжмережний, розташований над канальним рівнем. У багатьох підручниках та інших вторинних джерелах Міжмережний рівень часто співвідноситься з Мережним рівнем моделі OSI. Однак, це вводить в оману при характеристиці протоколів (тобто чи є він протоколом зі встановленням з'єднання або без), розташування цих рівнів різні в цих моделях. Міжмережний рівень TCP/IP — фактично тільки підмножина функціональних можливостей Мереженого рівня. Він тільки описує один тип архітектури мережі, Інтернету.
Взагалі, прямих або строгих порівнянь між цими моделями слід уникати, оскільки ієрархічне представлення в TCP/IP не є основним критерієм порівняння і взагалі, як вважають, «шкідливо» (RFC 3439).